# Мори (Северна Каролина)
Мори (енгл. Maury) насељено је место без административног статуса у америчкој савезној држави Северна Каролина.

## Демографија
По попису из 2010. године број становника је 1.685.
| Група             | 2000.    | 2010.       |
| Белци             | 0 (0,0%) | 621 (36,9%) |
| Афроамериканци    | 0 (0,0%) | 849 (50,4%) |
| Азијати           | 0 (0,0%) | 6 (0,4%)    |
| Хиспаноамериканци | 0 (0,0%) | 193 (11,5%) |
| Укупно            | 0        | 1.685       |